# Flutra Cela
Flutra Cela, folkbokförd som Flutura Cela, född 2 augusti 2007 i Pristina i Kosovo, är en svensk fotbollsspelare och skådespelare. Hon spelar för BK Häcken FF. År 2023 debuterade hon som skådespelare i filmen Forever, där hon spelar rollen som Mila.

## Filmografi
- 2023 – Forever